# Museo de Malindi
El Museo Malindi (en inglés: Malindi Museum ; en suajili: Makumbusho ya Malindi) es un museo ubicado en Malindi (Kenia). Está dedicado a la historia de los grupos étnicos de la costa de Kenia así como a los animales marinos que la habitan.

## Historia
El museo está ubicado en un edificio que data de 1891 también conocido como Casa de las Columnas (inglés: House of Columns). El edificio fue construido por Adulhussein Gulamhussein. La comunidad de Bohra vendió este edificio por .000 libras esterlinas. El edificio funcionó como un centro de comercio del Océano Índico desde su establecimiento en 1891. El edificio que alberga el museo se utilizó como el primer hospital de Malindi. En la fachada este hay una columnata con cinco pilares redondos. Además este edificio sirvío como sede del Departamento de Pesca. En 1991 fue declarado monumento nacional. En 1999, la Casa de las Columnas se transfirió al Museo Nacional de Kenia y en 2004 se inauguró como museo.

## Colecciones
El museo contiene varios artefactos históricos de Malindi. El museo tiene exhibiciones que contienen objetos tradicionales como instrumentos musicales, herramientas y vestimenta. En la sección etnográfica, el museo contiene varios artefactos de los pueblos Mijikenda que son grupos étnicos que habitan la costa de Kenia, incluidos tótems de madera, así como artefactos antiguos que pertenecieron a los árabes que se asentaron en Malindi. Además, el museo presenta artefactos de otras comunidades que habitan la costa de Kenia, así como objetos de la civilización suajili. El museo presenta exhibiciones sobre especies de peces. Además, el museo presenta exhibiciones temporales que incluyen el famoso celacanto de Malindi . El museo también contiene artefactos relacionados con el explorador Vasco da Gama. El museo también tiene exhibiciones del período portugués de la zona costera de Kenia, así como fotografías de algunos de los sitios arqueológicos del país. Además, el museo posee la Biblioteca Memorial Webb, que tiene libros sobre la historia y la cultura de la costa del país.